# Zanthopsidae
Famille
Les Zanthopsidae sont une famille de crabes fossiles. Elle comprend 36 espèces dans six genres connus du Paléocène au Miocène.

## Liste des genres
- †Fredericia Collins & Jakobsen, 2003
- †Harpactocarcinus A. Milne-Edwards, 1862
- †Harpactoxanthopsis Vía, 1959
- †Martinetta Blow & Manning, 1997
- †Neozanthopsis Schweitzer, 2003
- †Zanthopsis M’Coy, 1849

## Parution initiale
- Vía, 1959 : Décapodos fósiles del Eoceno español. Boletín Instituto Geológico y Minero de España, vol. 70, p. 331–402.

## Sources
- Ng, Guinot & Davie, 2008 : Systema Brachyurorum: Part I. An annotated checklist of extant brachyuran crabs of the world. Raffles Bulletin of Zoology Supplement, n. 17, p. 1–286.
- De Grave & al., 2009 : A Classification of Living and Fossil Genera of Decapod Crustaceans. Raffles Bulletin of Zoology Supplement, n. 21, p. 1-109.